# Réservoir Verkhnetoulomskoïe
Le réservoir Verkhnetoulomskoïe (en russe : Верхнетуломское водохранилище, Verkhnetulomskoye vodokhranilishche, litt. « réservoir du village du Haut-Touloma / de Verkhnetoumski») est un lac de barrage situé sur la péninsule de Kola, dans l'oblast de Mourmansk, au nord-ouest de la Russie.

## Description
Situé à une altitude de 80 m, il a été formé à la suite de la construction de la centrale hydroélectrique et du barrage Verkhnetoulomskaïa (ru) sur la rivière Touloma qui est achevée en 1964-1965. Le lac Notozero qui se trouvait alors à cet endroit est submergé. D'une superficie de 745 km2, le réservoir a un volume de 11,5 km3, il mesure 85 km de longueur et 20 km de largeur (au maximum). Il a une profondeur moyenne de 15 m. Le remplissage du réservoir a également submergé le village de Ristikenttä.
Son bassin versant s'étend sur 17 100 km2. Le lac de barrage permet une régulation à long terme des eaux provenant de la Nota et de la Lotta. Le village de Verkhnetoulomski est situé à proximité du réservoir.

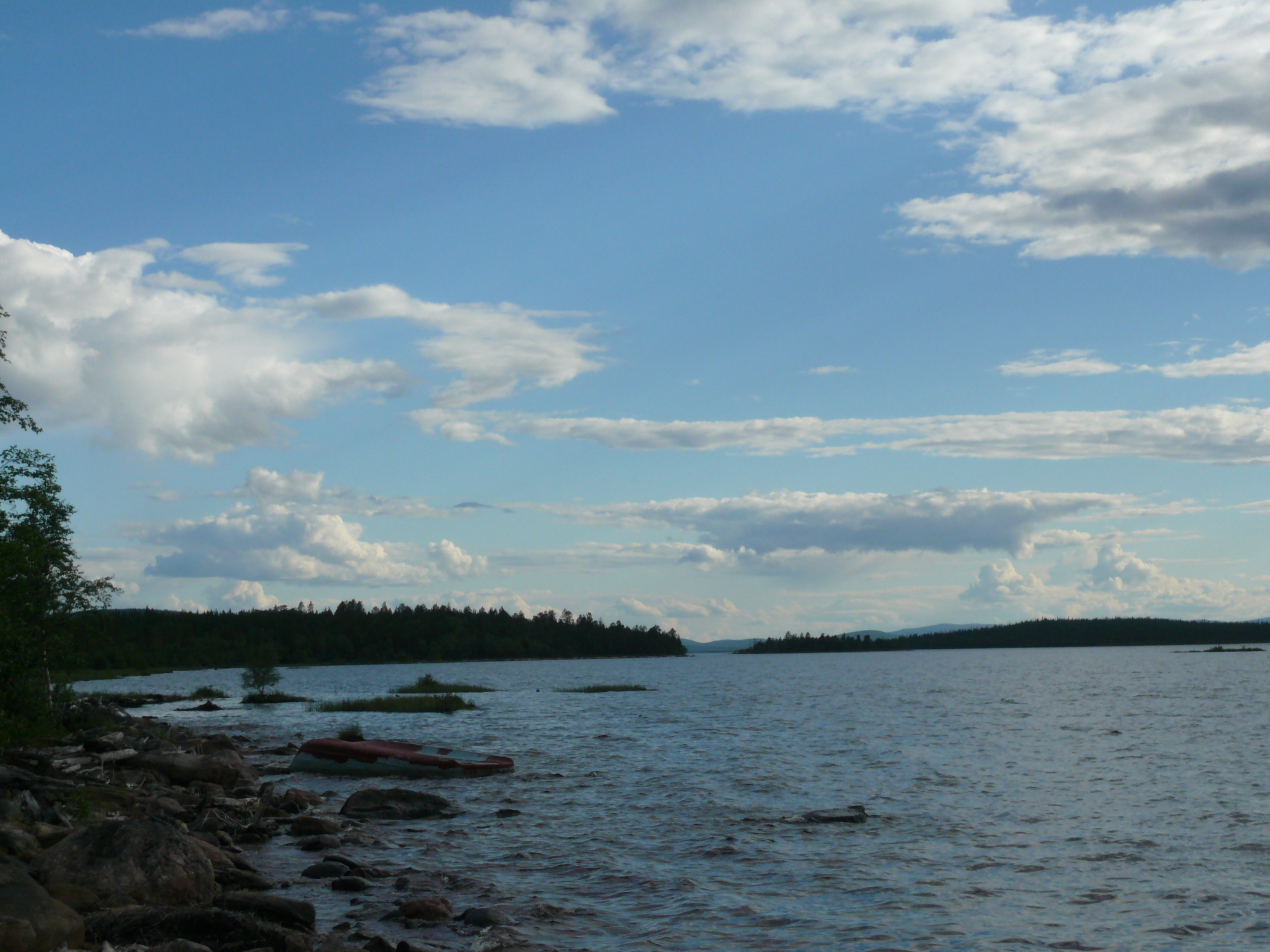
Vue du réservoir